# Octahemioctaedro
En geometría, el octahemioctaedro o alelotetratetraedro es un poliedro uniforme estrellado, indexado como U3. Tiene 12 caras (8 triángulos y 4 hexágonos), 24 aristas y 12 vértices. Su figura de vértice es un cuadrilátero cruzado.
Es uno de los nueve hemipoliedros, con 4 caras hexagonales que pasan por el centro del modelo.

## Orientabilidad
Es el único hemipoliedro que es orientable, y el único poliedro uniforme con una característica de Euler igual a cero (topológicamente se corresponde con un toro).
| Octahemioctaedro | El desarrollo de caras se puede organizar como un rombo dividido en 8 triángulos y 4 hexágonos. Todos los vértices tienen defecto angular cero. | El desarrollo representa una región del teselado trihexagonal plano. |

## Poliedros relacionados
Comparte disposición de vértices y de aristas con el cuboctaedro (que tiene en común las caras triangulares) y con el cubohemioctaedro (que tiene en común las caras hexagonales).
Según la construcción de Wythoff posee simetría tetraédrica (Td), como la construcción rombitetratetraedro para el cuboctaedro, con triángulos alternos con orientaciones invertidas. Sin considerar triángulos alternos, posee simetría octaédrica (Oh). En este sentido, es similar a la superficie de Morin, que tiene una simetría cuádruple si se ignora la orientación y una simetría doble en caso contrario. Sin embargo, el octahemioctaedro tiene un mayor grado de simetría y es de género 1 en lugar de 0.
| Cuboctaedro         | Cuboctaedro          | Cubohemioctaedro                 | Octahemioctaedro    | Octahemioctaedro     |
| Simetría octaédrica | Simetría tetraédrica | Cubohemioctaedro                 | Simetría octaédrica | Simetría tetraédrica |
| ------------------- | -------------------- | -------------------------------- | ------------------- | -------------------- |
|                     |                      |                                  |                     |                      |
| 2 \| 3 4            | 3 3 \| 2             | 4/3 4 \| 3 (doble recubrimiento) |                     | 3/2 3 \| 3           |
|                     |                      |                                  |                     |                      |

### Octahemioctacrono
El octahemioctacrono es el dual del octahemioctaedro, y es uno de los nueve hemipoliedros duales. Visualmente coincide con el cubohemioctaedro.
Dado que los hemipoliedros tienen caras pasando por el centro, sus figuras duales tienen los vértices correspondientes en el infinito del plano proyectivo real. En los "Modelos duales" de Magnus Wenninger, se representan con prismas intersecados, cada uno de los cuales se extiende en ambas direcciones hasta el mismo vértice en el infinito, para mantener la simetría. En la práctica, los prismas del modelo se cortan en un punto determinado para hacerlos manejables. Wenninger sugirió que estas figuras son miembros de una nueva clase de figuras de estelación, llamadas "estelaciones hasta el infinito". Sin embargo, también sugirió que estrictamente hablando no son poliedros, porque su construcción no se ajusta a las definiciones habituales.
Concretamente, el octahemioctacrono posee cuatro vértices en el infinito.